# Głazek norówka
Głazek norówka (Medon castaneus) – gatunek chrząszcza z rodziny kusakowatych i podrodziny żarlinków.
Gatunek ten został opisany w 1802 roku przez Johanna L.C. Gravenhorsta jako Paederus castaneus.
Chrząszcz o ciele długości od 6 do 7 mm, ubarwiony czerwonobrunatnie z ciemniejszymi: głową, środkiem przedplecza i odwłokiem. Głowa jest trochę dłuższa niż szeroka, o zredukowanych oczach i wydłużonych czułkach (adaptacje do podziemnego trybu życia). Warga górna ma przednią krawędź z dwoma małymi ząbkami i niegłębokim wgłębieniem między nimi. Odnóża tylnej pary mają stopy smukłe i prawie tak długie jak golenie. Odwłok samca ma piąty sternit o tylnym brzegu tępo ściętym pośrodku i łukowato wyciętym po bokach, a szósty sternit z tylną krawędzią zatokowato wyciętą.
Owad znany z Hiszpanii, Wielkiej Brytanii, Francji, Belgii, Holandii, Niemiec, Danii, Szwecji, Norwegii, Finlandii, Szwajcarii, Austrii, Włoch, Litwy, Polski, Czech, Słowacji, Ukrainy, Słowenii, Bośni i Hercegowiny oraz Cypru. Zasiedla głównie miejsca o podłożu wilgotnym. Jest nidikolem. Bytuje w gniazdach myszy i kretów.
Wpisany został na „Czerwoną listę gatunków zagrożonych Republiki Czeskiej” jako gatunek zagrożony wyginięciem w tym kraju.